# Niechanowo (gmina)
Niechanowo – gmina wiejska w województwie wielkopolskim, w powiecie gnieźnieńskim. W latach 1975–1998 gmina położona była w województwie poznańskim.
Siedziba gminy to Niechanowo.
Według danych z 30 czerwca 2004 gminę zamieszkiwało 5337 osób. Natomiast według danych z 31 grudnia 2017 roku gminę zamieszkiwały 5892 osoby. Stanowiło to wówczas 4,1% ludności powiatu.

## Struktura powierzchni
Według danych z roku 2002 gmina Niechanowo ma obszar 105,31 km², w tym:
- użytki rolne: 84%
- użytki leśne: 9%

Gmina stanowi 8,4% powierzchni powiatu.

## Demografia

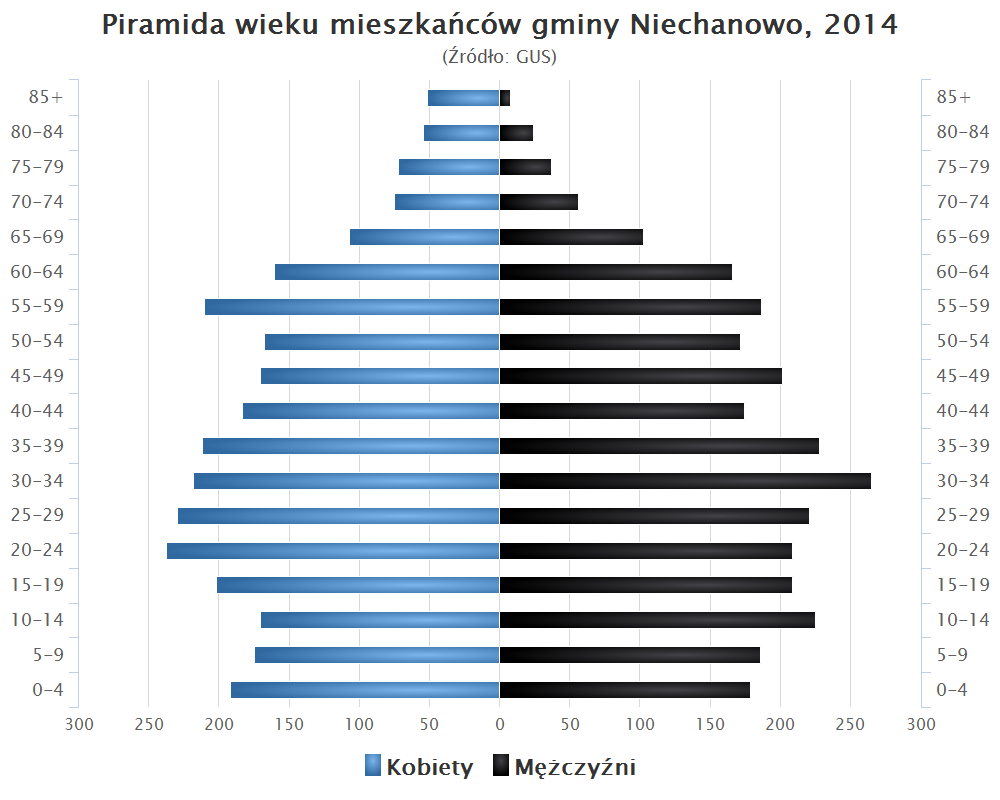
Piramida wieku mieszkańców gminy Niechanowo w 2014 roku

Dane z 31 grudnia 2017 roku:
| Opis                              | Ogółem | Ogółem | Kobiety | Kobiety | Mężczyźni | Mężczyźni |
| --------------------------------- | ------ | ------ | ------- | ------- | --------- | --------- |
| jednostka                         | osób   | %      | osób    | %       | osób      | %         |
| populacja                         | 5 892  | 100    | 2 974   | 50,5    | 2 918     | 49,5      |
| gęstość zaludnienia (mieszk./km²) | 55     | 55     | 28      | 28      | 27        | 27        |

## Sąsiednie gminy
Czerniejewo, Gniezno (gmina wiejska), Gniezno (gmina miejska), Witkowo, Września